# Gruntowy wymiennik ciepła

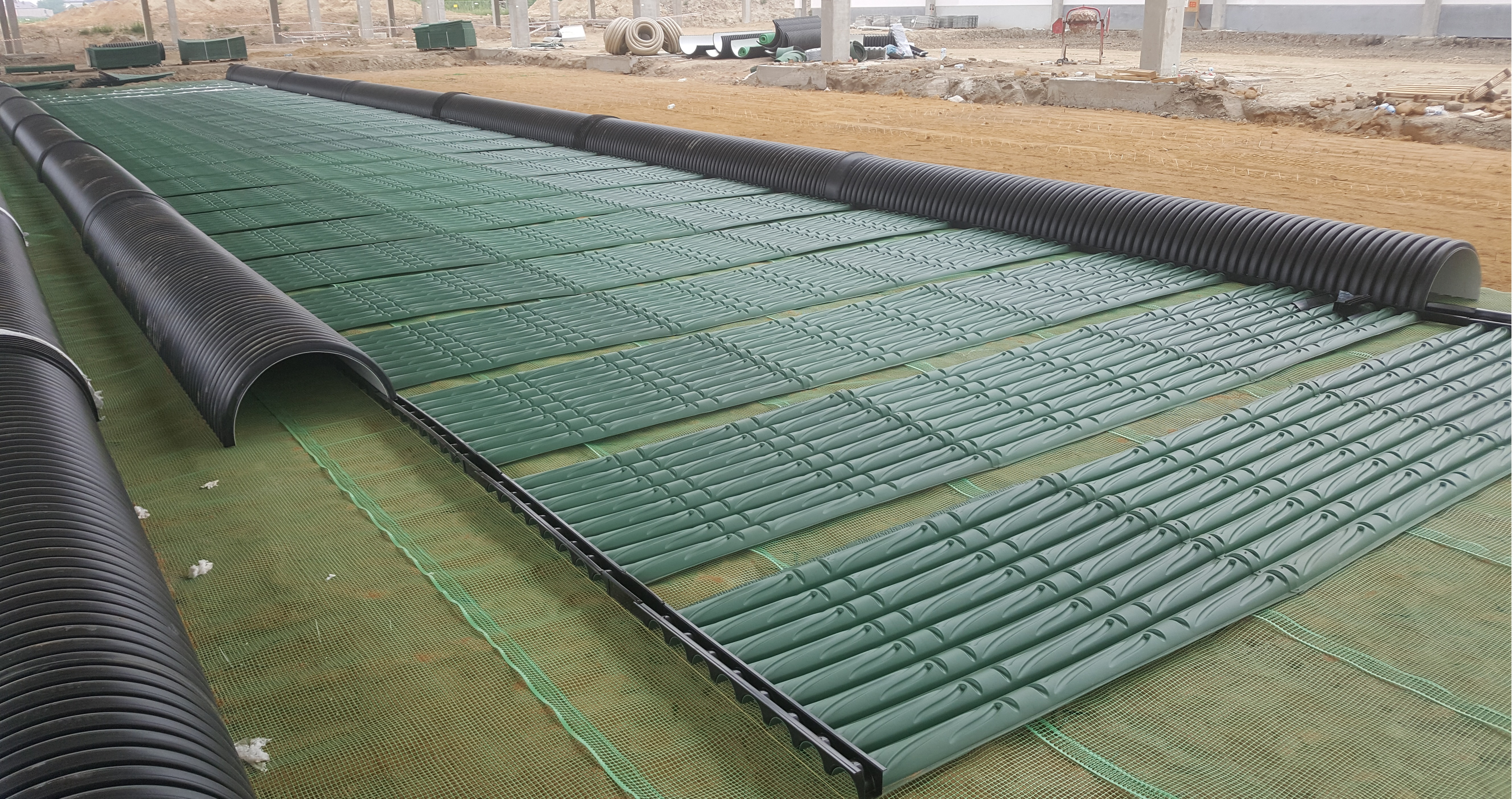
Kanałowo-modułowy GWC w trakcie montażu

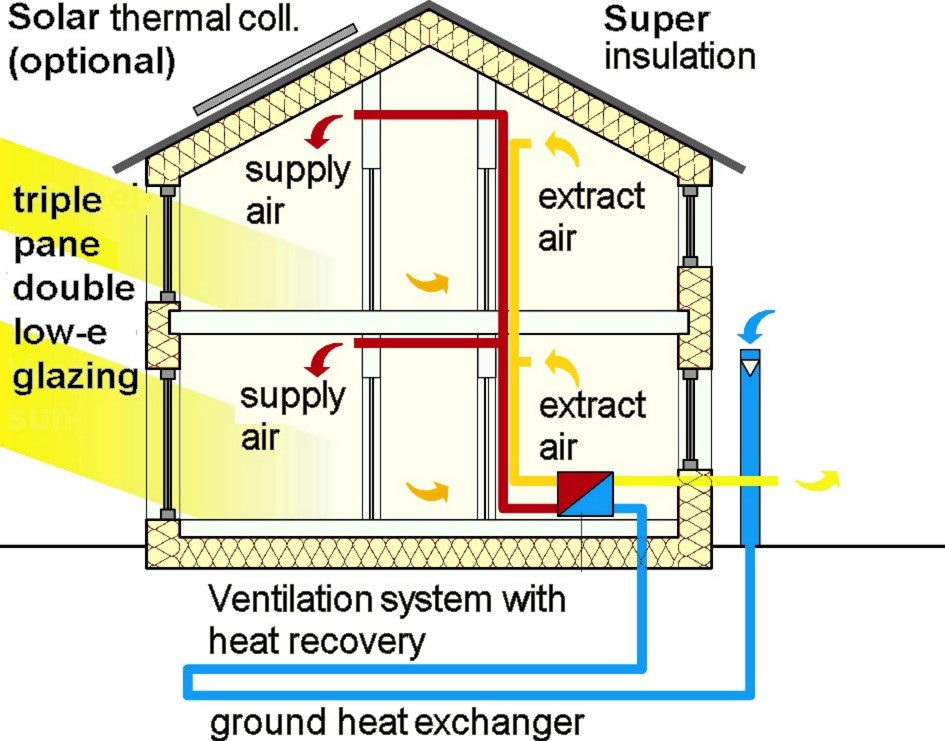
Schemat wentylacji domu pasywnego z gruntowym wymiennikiem ciepła

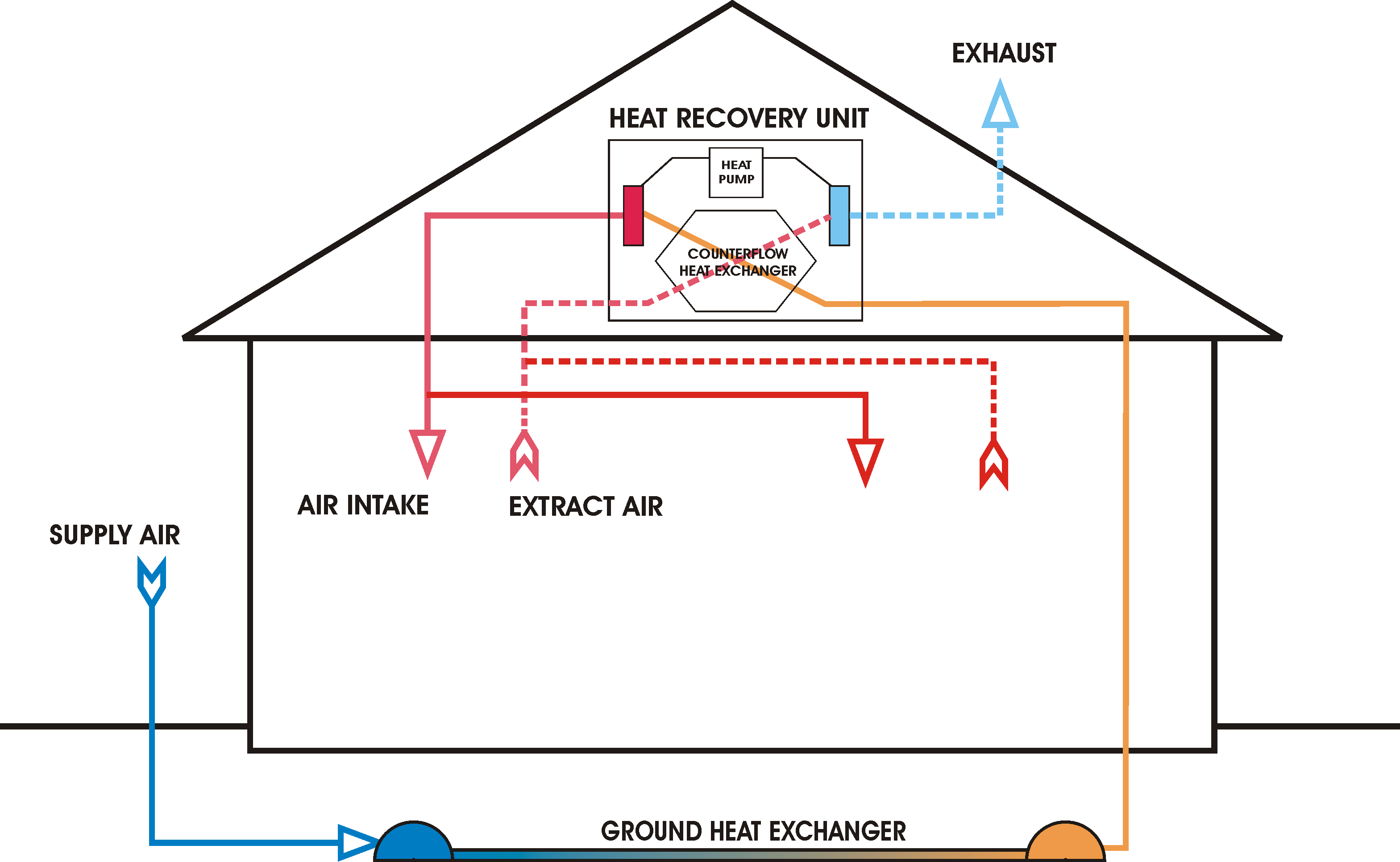
Współpraca GPWC z centralą wentylacyjną z pompą ciepła – odzysk ciepła

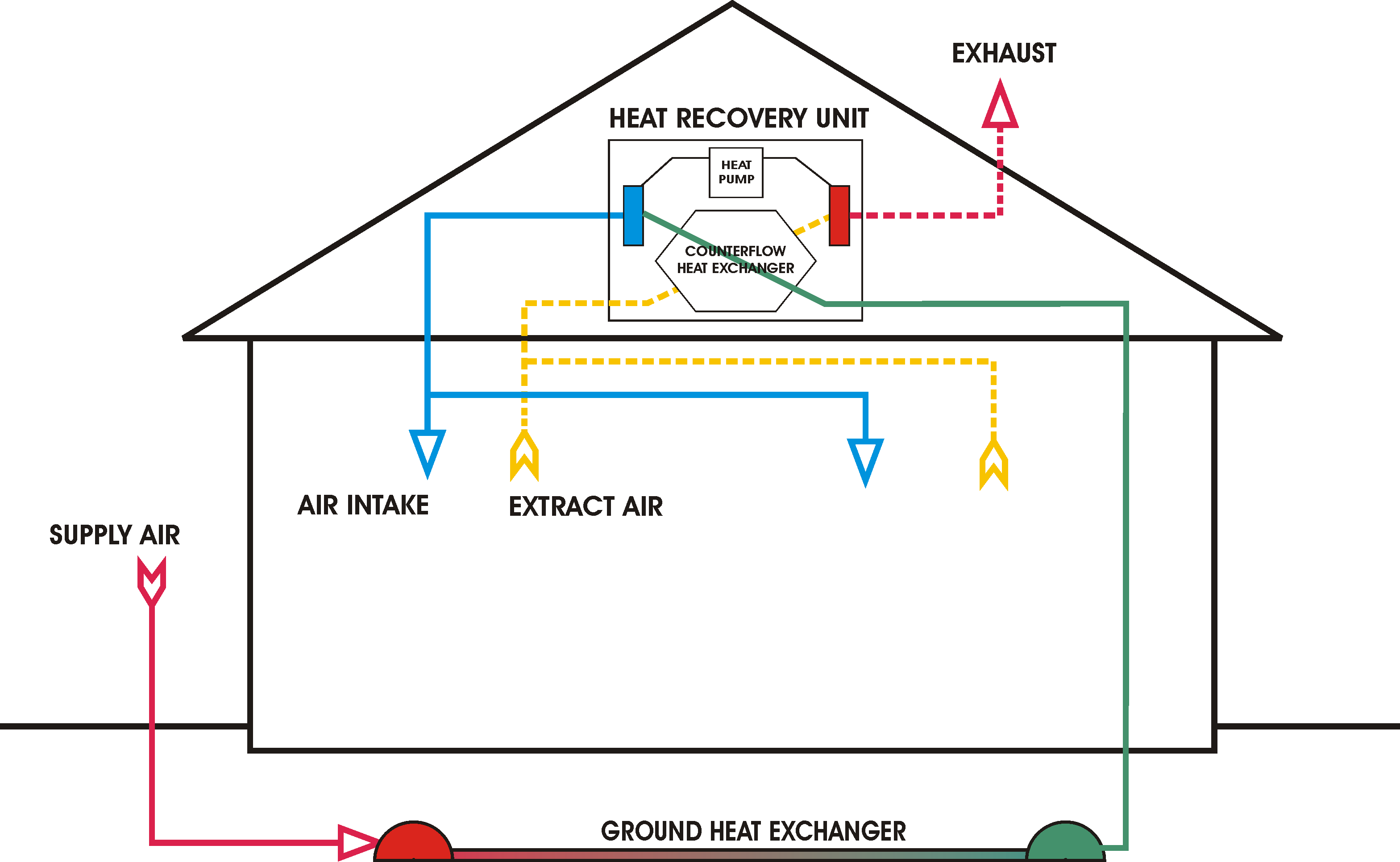
Współpraca GPWC z centralą wentylacyjną z pompą ciepła – chłodzenie

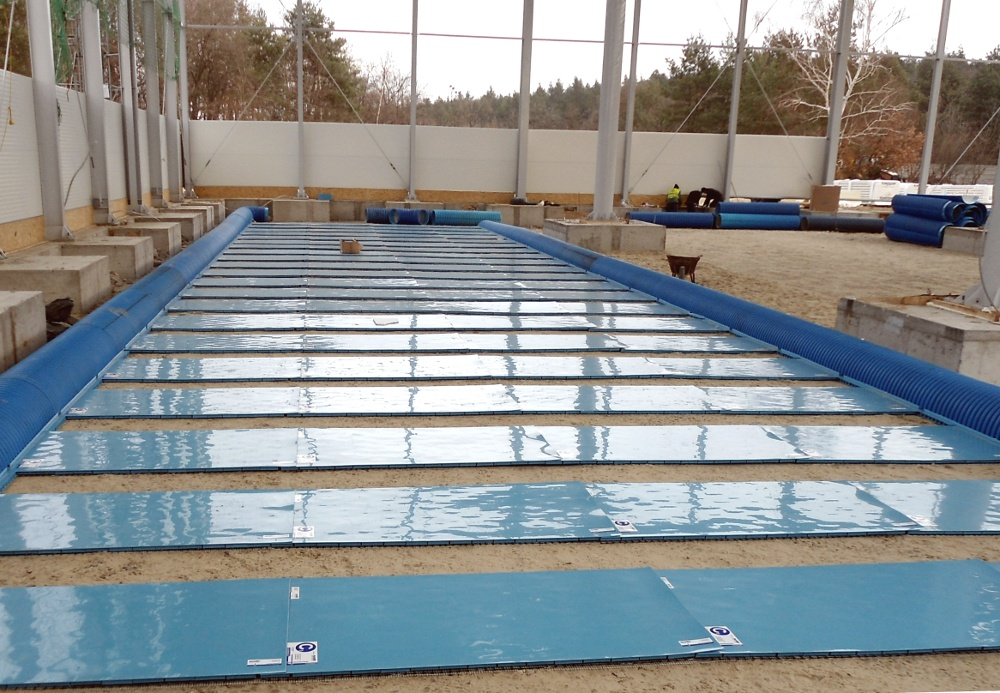
Płytowy GPWC w trakcie montażu pod budynkiem

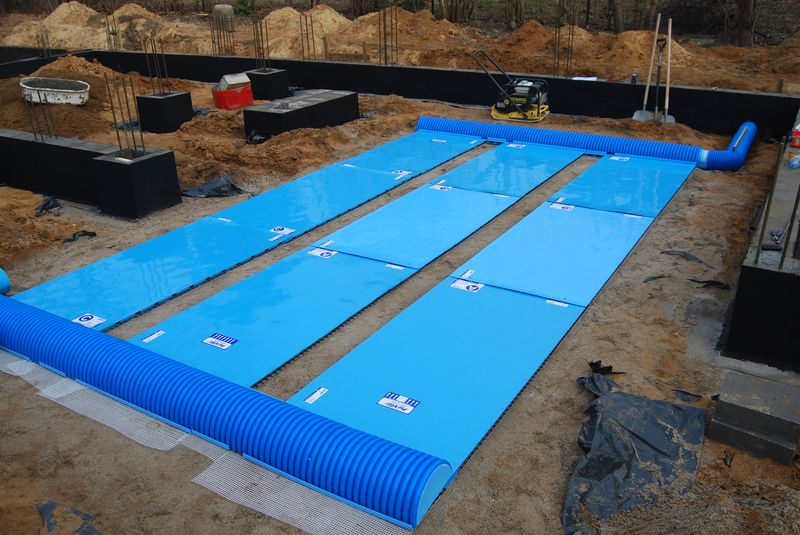
Płytowy GPWC wewnątrz obrysu fundamentowego budynku jednorodzinnego

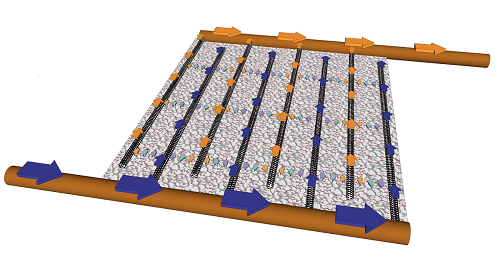
schemat pracy grzebieniowego GWC

Gruntowy wymiennik ciepła lub gruntowy powietrzny wymiennik ciepła (GPWC) – urządzenie służące do wspomagania wentylacji budynków zwiększające ich komfort cieplny poprzez zmniejszenie wahań temperatury dostarczanego do budynku powietrza. W literaturze spotyka się też określenie „gruntowa / podziemna czerpnia powietrza”.
Urządzenie w zależności od sposobu wymiany ciepła, można podzielić na przeponowe oraz bezprzeponowe. Przeponowe wymienniki są to takie, w których istnieje warstwa oddzielająca (przepona) media, między którymi następuje wymiana ciepła (wymienniki rurowe). W wymiennikach bezprzeponowych przepływające powietrze ma bezpośredni kontakt z odpowiednio przygotowaną warstwą gruntu (wymienniki żwirowe i płytowe).
W gruntowym wymienniku ciepła wykorzystuje się dużą pojemność cieplną gruntu, dzięki której można zmniejszyć wahania temperatury powietrza dostarczanego do budynku (w stosunku do pobieranego bezpośrednio z atmosfery). Instalacja jest wykorzystywana do wstępnego ogrzewania (w zimie) lub chłodzenia (w lecie) powietrza wprowadzanego do budynków. Najczęściej jest to system połączony z wentylacją mechaniczną budynku i rekuperatorem, powietrznym systemem grzewczym (np. pompą ciepła), ewentualnie z wentylacją grawitacyjną wspomaganą kominem słonecznym.
Gruntowe wymienniki ciepła początkowo znajdowały zastosowanie w budownictwie budynków autonomicznych oraz wznoszonych zgodnie z niemiecką normą domu pasywnego. Obecnie rozwiązanie to wykorzystywane jest coraz częściej w instalacjach wentylacyjnych nowo wznoszonych obiektów, gdzie zwraca się szczególną uwagę na niską energochłonność budynku. Ze względu na korzystny mikroklimat jaki powoduje eksploatacja GPWC, coraz częściej wymiennik instalowany jest w budynkach jedno- i wielorodzinnych.

## Umiejscowienie GPWC
Istotnym przy wykonywaniu gruntowego wymiennika ciepła jest umieszczenie go minimum 20 centymetrów poniżej głębokości przemarzania gruntu, przy czym badania prowadzone nad gruntowymi wymiennikami wykazały, że największe zyski energetyczne uzyskuje się przy wkopaniu wymiennika na głębokość 4 – 5 m. Posadowienie go na takiej głębokości znacznie poprawia jego wydajność energetyczną.
Dla podniesienia sprawności wymiennika umieszcza się nad nim (około 30 cm) warstwę izolacji termicznej. Termoizolacja, w zależności od grubości warstwy, symuluje posadowienie wymiennika na głębokości 4–5 m poprzez oddzielenie czynnej objętości gruntu od wpływów warunków atmosferycznych. W przypadku wymienników płytowych, termoizolacja umożliwia posadowienie go na głębokości od 0,7 do 2 metrów.

## Rozwiązania konstrukcyjne
Wymiennik rurowy
Wymiennik rurowy jest kanałem powietrznym wbudowanym pod powierzchnią gruntu. Składa się on z długiego rurociągu zbudowanego z rur PVC bądź też innych tworzyw sztucznych. Wymiennik tego typu jest wymiennikiem przeponowym, ponieważ między gruntem a przepływającym powietrzem istnieje ścianka rury. W zależności od wielkości terenu jaki jest do zagospodarowania, zagłębienia oraz warunków cieplnych gruntu, wymienniki rurowe układać można w postaci jednego długiego rurociągu lub w układach rozdzielonych (np. układ Tichelmana). W układach takich strumień powietrza rozdziela się na kilka rurociągów o mniejszej średnicy – w celu zwiększenia powierzchni wymiany ciepła – a następnie łączy się i kierowany jest do budynku. W wymiennikach przeponowych rurociąg powinien mieć spad do studzienki odwodnieniowej, która jest niezbędnym elementem tego typu wymiennika. Aby ułatwić odprowadzenie wody, spływ skroplin powinien być zgodny z kierunkiem przepływającego powietrza. Woda zalegająca w rurociągu przez dłuższy czas może powodować zauważalny spadek jakości powietrza nawiewanego do budynku. Dla zapewnienia czystości powierzchni rurociągu na czerpni stosuje się filtry powietrza, których kwartalna wymiana zapewnia, że rury i powietrze w nich płynące jest czyste.

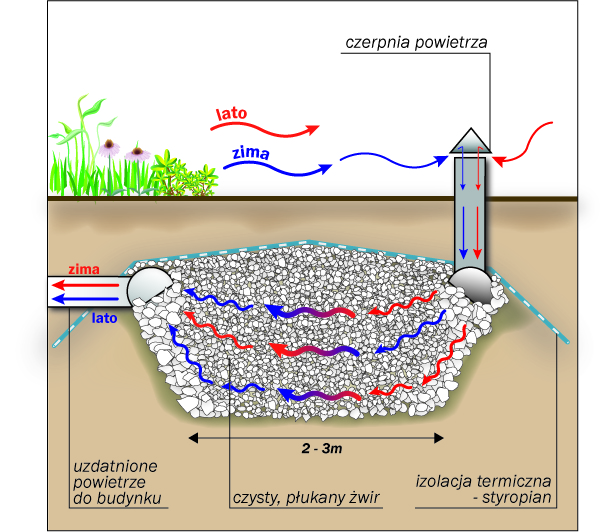
Zasada działania latem i zimą Żwirowego Gruntowego Wymiennika Ciepła. Ponadto czyści powietrze ze smogu.

Żwirowy gruntowy wymiennik ciepła
Przepływ powietrza przez złoże ze żwiru, bądź kruszywa łamanego o granulacji 16-32 lub 20-40 (wymiennik bezprzeponowy żwirowy), który rozwija znaczną powierzchnię wymiany termicznej, duża powierzchnia termiczna zwiększa jego przewodność cieplną – kilkanaście metrów sześciennych czystego płukanego żwiru. Wymiennik jest najbardziej efektywny podczas pracy cyklicznej praca/regeneracja tj. 16-12h/8-12h. Przy takim rozwiązaniu przy jednym złożu należy przewidzieć czas na jego regenerację. Innym rozwiązaniem jest układ syjamski (podwójny), gdzie w trakcie pracy jednej części wymiennika, druga jego część jest w fazie regeneracji – koszt wykonania takiego jest niewiele wyższy bo posiada wspólne elementy pojedynczego ŻGWC. Wymienniki żwirowe posiadają zabezpieczenie przed działaniem wody np. wody deszczowej i izolację termiczną pomiędzy warstwami folii budowlanej styropian który „symuluje” zagłębienie ŻGWC na głębokość 4-5m. Rzeczywista głębokość posadowienia jego dna to 0,5 do 2m. Jego dno musi być powyżej poziomu wód gruntowych – przy wysokich stanach wód można go nawet wypiętrzyć ponad teren. Żeby nie nastąpiło, wymieszanie żwiru z gruntem rodzimym powierzchni wykopu wykłada się go geowłókniną. Żwirowy GWC stwarza małe opory przepływu powietrza. Przepływa ono z szybkością 0,1 m/s całym przekrojem żwiru laminarnie przez cały jego przekrój. Zimą opory przepływu wynoszą ok. 50 Pa. Latem przy pełnej wydajności ŻGWC (bo nie tylko wentylujemy, ale przede wszystkim chłodzimy) opór złoża wzrasta do ok. 120 Pa, wówczas jest potrzebny bypass wokół rekuperatora z wentylatorem kanałowym o mocy 120-150 W z płynną regulacją mocy. Jego uruchomienie i przestawienie przepustnic przy wymianie wkładu letniego w rekuperatorze. Wymiennik żwirowy jest bezobsługowy – nie wymaga wymiany filtrów na czerpni, pompowania skroplin. Powierzchnia wykopu do jego wykonania dla domu jednorodzinnego wynosi ok. 10–12 m². Szerokość powinna wynosić 2,5 do max 3 m, wystarczy żeby powietrze osiągnęło spodziewane parametry np. zimą ogrzać z –15 °C do 0 °C, latem z 35 °C do 20 °C. Ta odległość wystarczy żeby powietrze oczyściło się z alergenów, grzybów, ze smogu. W Rybniku były wykonane przez ekspertów PAN badania (tu są wyniki tych badań) – zawartości smogu przed i za GWC wyniki przed i za 230µg do 56µg. Inna jego nazwa to Samoczyszczący Filtr Żwirowy – w trakcie deszczu następuje skroplenie wilgoci – woda spływa i płucze żwir z alergenów, grzybów.
Wymiennik płytowy
Wymiennik płytowy składa się ze specjalnych płyt z tworzywa sztucznego, układanych w rzędach, w układzie zwartym bądź z rozstawem między rzędami płyt. Płyta uniesiona jest ponad zagęszczoną podsypkę na klockach dystansowych. Powstaje wówczas szczelina między gruntem a płytą. Przestrzenią między gruntem a płytą przepływa powietrze – szczelina ma wysokość zapewniającą optymalne warunki do wymiany ciepła. Oprócz płyt, wymiennik składa się z dwóch kolektorów oraz rurociągu doprowadzającego powietrze z czerpni terenowej do kolektora wlotowego i odprowadzającego powietrze z kolektora wylotowego do budynku.
Wymienniki płytowe przystosowane są do wbudowania w gruncie na głębokości od 0,7 m. Warunkiem jest zastosowanie izolacji termicznej ułożonej nad wymiennikiem. Zwarta konstrukcja umożliwia także umieszczenie wymiennika wewnątrz obrysu fundamentowego budynku, pod płytą fundamentową (pod budynkiem). Wbudowanie wymiennika płytowego wymaga wykonania wykopu o dużej powierzchni, lecz niewielkiej głębokości. O ile wbudowanie go wewnątrz obrysu fundamentowego jest wykonywane wraz z zasypaniem fundamentów i nie stanowi większego problemu, to wykonanie wykopu poza budynkiem uzależnione jest od powierzchni działki przeznaczonej pod GPWC.
Nie ma konieczności stosowania specjalnego układu do odprowadzania skroplin, ponieważ jest to wymiennik bezprzeponowy a nadmiar wilgoci w powietrzu (w okresie letnim) absorbowany jest przez grunt. Analogiczna sytuacja ma miejsce w okresie zimowym. Jako że grunt stanowi nie tylko bufor cieplny, ale także zawiera pewne ilości wody, powietrze w okresie zimowym jest dodatkowo nawilżane.
Wymiennik grzebieniowy
Wymiennik grzebieniowy jest nową konstrukcją, która łączy zalety płytowego i żwirowego wymiennika. Po dwóch stronach płaskiego złoża żwirowego (grubość 20 cm) znajdują się kolektor doprowadzający i odprowadzający powietrze. Do kolektorów podłączone są perforowane kanały umieszczone w wewnątrz złoża, które rozprowadzają i odbierają powietrze. Powietrze zasysane przez czerpnię przepływa przez kolektor zasilający do kilku perforowanych kanałów rozprowadzających. Przechodzi przez żwir do sąsiednich perforowanych kanałów odbierających i dalej przez kolektor odbierający do budynku. Przy takiej konfiguracji opór generowany przez żwir spada zaledwie do kilku Pa. Opór całego GWC, po uwzględnieniu oporów kolektora i kanałów perforowanych to zaledwie 20 do 30 Pa. Zalety grzebieniowego GWC to: małe opory tłoczenia, praca ciągła, płytkie posadowienie, doskonała filtracja powietrza, samooczyszczanie żwiru (długowieczna praca), bardzo duża odporność na ściskanie, równomierna praca całą powierzchnią, niskie nakłady inwestycyjne.
Prawidłowo dobrany i wbudowany GPWC powinien się charakteryzować:
- dużą sprawnością wymiany ciepła (duże zyski ciepła lub chłodu)
- małymi oporami przepływu (brak konieczności stosowania wentylatorów wspomagających powodujących zwiększenie zużycia energii elektrycznej oraz hałas)
- odpornością na warunki atmosferyczne i gruntowe

Kanałowo modułowy gruntowy wymiennik ciepła
Jest to gruntowy wymiennik ciepła bezprzeponowy, czyli mający kontakt przepływającego powietrza z podłożem. Jego innowacyjność polega na opracowaniu specjalnej konstrukcji modułów które zalewane są betonem od góry, dzięki czemu osiągnięto bardzo dużą wytrzymałość na nacisk z góry. Dlatego ten rodzaj wymiennika nadaje się idealnie do montażu w trudnych warunkach np. pod płytą fundamentową lub parkingiem bez obawy o zagniecenie. Powietrze od czerpni płynie rurami do kolektora rozdzielającego, a następnie przez moduły termoformowane w kształcie połówek rur otwartych od dołu które posiadają w górnej części przetłoczenia powodujące zawirowania powietrza wokół osi każdej połówki i sprowadzenie go na podłoże. Zapewnia to ukierunkowany i równomiernie rozdzielony strumień powietrza w formie Tichelmanna na każdym module, a przez to dobrą wymianę cieplną na całej powierzchni wymiennika. Po przejściu przez moduły powietrze dostaje się do kolektora zbierającego, a następnie poprzez rurociągi do wskazanego miejsca. GWC tego typu produkowane są wyłącznie w wykonaniu antybakteryjnym, antygrzybicznym i antywirusowym. Można je dobierać i stosować dla najmniejszych przepływów powietrza nawet od 100 m³/godz. oraz dla każdej innej. W przypadku zastosowania do podbudowy minerału zeolit, ten typ wymiennika spełnia również rolę doskonałego filtra antysmogowego.

## Wady i zalety GPWC
Zalety
- ogrzewanie powietrza w sezonie zimowym,
- ochładzanie powietrza w sezonie letnim,
- redukcja bakterii i grzybów (żwirowe wymienniki bezprzeponowe),
- czyszczenie powietrza ze smogu (żwirowe wymienniki bezprzeponowe),
- dowilżanie powietrza w sezonie zimowym (wymienniki bezprzeponowe),
- osuszanie powietrza w sezonie letnim (wymienniki bezprzeponowe).

Wady
- nakłady inwestycyjne.

Czerpnia do gruntowego wymiennika ciepła w myśl polskiego prawa musi znajdować się co najmniej 2 metry nad powierzchnią przyległego terenu.

## Wpływ na środowisko
W dobie zwracania baczniejszej uwagi na zużycie paliw kopalnych i energii gruntowy wymiennik ciepła stanowi (nie we wszystkich warunkach) bardzo dobrą alternatywę dla standardowych systemów chłodzenia powietrza opartych na działaniu kompresora, przy minimalnym bądź zerowym (po podłączeniu go do komina słonecznego) zużyciu energii.